# Lac Vegorítida
Le lac Vegorítida (en grec moderne : Λίμνη Βεγορίτιδα) ou lac d'Ostrovo (λίμνη Οστρόβου) est un lac de Grèce situé dans la région de Macédoine-Centrale.
Il mesure 54,31 km2 et sa profondeur maximale est de 46 mètres.
Il a donné son nom à un ancien dème devenu district municipal du dème d'Édessa à la suite de la réforme de l'administration locale de 2010.

## Noms
Le nom Vegorítida est la transcription du nom en grec moderne démotique ; le lac est ainsi aussi connu sous les noms de Vegorítis (katharévousa) et Begoritis (forme latine). 
Le lac porte aussi le nom de lac d'Arnissa ou d'Ostrovo, du nom d'une de ses villes côtières, Arnissa (forme grecque) ou Ostrovo (forme slave) ; les renommages de la ville et du lac datent du XXe siècle, après l'annexion de la région par la Grèce.